# Георг Куленкампф
Георг Куленкампф (нім. Alwin Georg Kulenkampff, до 1914 року носив подвійне прізвище Kulenkampff-Post; 23 січня 1898, Бремен, Німецька Імперія — 4 жовтня 1948, Шаффгаузен, Швейцарія) — німецький скрипаль, диригент і педагог.
Почав вчитися грі на скрипці в своєму рідному місті у Ернста Венделя. У 1915 році закінчив Берлінську вищу школу музики у Віллі Гесса. У 1916—1919 роках концертмейстер Бременського філармонічного оркестру.
Багато концертував, гастролював у багатьох країнах (в 1929 році — в СРСР). Виступав у складі фортепіанного тріо з Едвіном Фішером і Енріко Майнарді, в дуеті з піаністами Георгом Шолті і Вільгельмом Кемпфом. У 1937 році вперше виконав виявлений в архівах з ініціативи Джеллі д'Араньї концерт для скрипки з оркестром Роберта Шумана, серед інших прем'єр Куленкампфа друга скрипкова соната Отторіно Респігі.
Записав сонати Йоганнеса Брамса (з Шолті) і Сонату № 9 Людвіга ван Бетховена (дві версії, з Шолті і з Кемпфом), концерт Бетховена (з Берлінським філармонічним оркестром, диригент Ганс Шмідт-Іссерштедт) та ін.
У 1923—1926 і 1931—1943 роках — професор Вищої школи музики. У 1943 році переїхав до Швейцарії, з 1944 року професор консерваторії в Люцерні. Серед учнів — Руджеро Річчі, Роман Матс, Віктор Тева, Ярослав Мегасюк.